# Phil Jagielka
Philip (Phil) Nikodem Jagielka (Sale, 17 augustus 1982) is een Engels voetballer van Poolse afkomst die doorgaans als centrale verdediger speelt. Hij kwam acht jaar uit in de Championship voor Sheffield United, waarmee hij in 2006 promoveerde naar de Premier League. Toen de club een jaar later degradeerde, maakte Jagielka de overstap naar Everton, waar hij uitgroeide tot aanvoerder. Voor beide clubs speelde hij meer dan 250 competitiewedstrijden. Jagielka maakte in 2008 zijn debuut in het Engels voetbalelftal, waarbij hij in oktober 2015 voor het eerst de aanvoerdersband droeg.
In 2019 keerde hij terug bij Sheffield United, dat het voorgaande seizoen was gepromoveerd naar de Premier League.

## Clubcarrière

### Sheffield United
Op vijftienjarige leeftijd sloot Jagielka zich aan bij de jeugdopleiding van Sheffield United. Twee jaar lang speelde hij in verscheidene jeugdelftallen, voordat hij in mei 2000 aansloot bij het A-elftal, dat op dat moment actief was in de Football League First Division, het tweede niveau in Engeland. Hoewel hij nog geen professioneel contract had getekend, maakte Jagielka op de laatste speeldag van het seizoen 1999/2000 wel zijn debuut in het betaald voetbal in de thuiswedstrijd tegen Swindon Town. Jagielka kwam in de 58ste minuut in het veld; Sheffield speelde uiteindelijk met 2–2 gelijk, waardoor de club eindigde op de zestiende plaats in het eindklassement. Jagielka kreeg speeltijd in meerdere wedstrijden aan het begin van het volgende seizoen en tekende in januari 2001 een contract voor drie seizoenen. Hij kreeg nog niet veel speeltijd in het seizoen 2000/01, maar trainer Neil Warnock had de intentie hem in de volgende jaren meer te laten spelen.
Warnock hield woord – in de jaargang 2001/02 speelde Jagielka 23 competitiewedstrijden. In de eerste zes maanden van het seizoen had hij een rol als reservespeler; in februari 2002 kreeg hij een plaats in het basiselftal tegen Crystal Palace (23 februari, 0–1 overwinning) en ook in de daaropvolgende speelrondes begon hij aan wedstrijden en speelde hij ze vaak ook volledig uit. Op 23 maart 2002 maakte Jagielka zijn eerste twee doelpunten in dienst van Sheffield United in een competitieduel tegen Burnley FC. De wedstrijd eindigde in een 3–0 overwinning, met de Beniner Laurent D'Jaffo als maker van het derde doelpunt. Het seizoen 2002/03 was Jagielka's eerste volwaardige seizoen, waarin hij gedurende het hele jaar tot de A-selectie van Sheffield behoorde. Als vaste waarde in het basiselftal speelde hij 45 competitiewedstrijden; Sheffield eindigde in de First Division op de derde plaats, twaalf punten achter promovendus Leicester City, en kwalificeerde zich daarmee voor de play-offs om promotie naar de Premier League. In de play-offs won Jagielka met zijn club de halve finale van Nottingham Forest, maar verloor de finale met 0–3 van Wolverhampton Wanderers, waardoor promotie werd misgelopen. Jagielka zou in de volgende seizoenen niet meer zoveel wedstrijden spelen als in het seizoen 2002/03, aangezien Sheffield in dit seizoen in beide Engelse bekertoernooien de halve finale bereikte – en daardoor relatief veel wedstrijden speelde: in de FA Cup maakte Jagielka zelf een van de doelpunten in de van Ipswich Town gewonnen vierde ronde en speelde hij mee in de verloren halve finale. Arsenal versloeg Sheffield met 1–0. Jagielka speelde zeven wedstrijden (één doelpunt) in de Football League Cup 2002/03, waarin in de halve eindstrijd werd verloren van Liverpool. De prestaties van Jagielka, die in het seizoen 2002/03 57 wedstrijden speelde, leidden tot interesse van andere clubs. Sheffield wees in augustus 2003 een bod van zes miljoen pond op hem af en gaf aan Jagielka niet te willen verkopen. In de seizoenen 2003/04 en 2004/05 speelde Jagielka 48 respectievelijk 54 wedstrijden voor Sheffield; in beide jaargangen eindigde de club op de achtste plaats in de First Division, later de Championship genoemd. Jagielka speelde in het seizoen 2005/06 voor de tweede maal op rij alle competitiewedstrijden; waar hij in het seizoen 2004/05 één wedstrijd niet volledig uitspeelde door een rode kaart, miste hij in de volgende jaargang geen minuut. In april 2005, aan het einde van zijn zesde seizoen bij Sheffield United, gaf Jagielka opnieuw aan niet in te gaan op interesse van andere clubs, ook van clubs uit de hoogste Engelse divisie. Hij bleef dus bij Sheffield en maakte het seizoen 2005/06 volledig mee, waarin de club promotie naar de Premier League wist af te dwingen. Achter Reading FC (106 punten) werd de club tweede (90 punten), nadat het eind 2005 ook wekenlang op de eerste plaats had gestaan. Jagielka zelf maakte acht doelpunten in de competitie, meer dan in al zijn voorgaande seizoenen in de First Division bij elkaar; ook in de daaropvolgende tien jaar zou hij in één seizoen betaald voetbal niet zoveel doelpunten maken. In augustus 2006 verlengde hij zijn contract bij Sheffield tot en met het seizoen 2008/09, met een optie voor een extra jaar.
Jagielka speelde zijn eerste wedstrijd in de Premier League op 19 augustus 2006, toen een thuiswedstrijd tegen Liverpool eindigde in een 1–1 gelijkspel. In de eerste twee maanden van de competitie won Sheffield United geen wedstrijd. Op 30 september werd voor het eerst gewonnen, van Middlesbrough: Jagielka zelf maakte in de blessuretijd het winnende doelpunt (2–1). Het was de eerste overwinning in de Premier League voor Sheffield United sinds april 1994. In december 2006 zei clubvoorzitter Kevin McCabe bereid te zijn Jagielka te verkopen, indien het bod hoog genoeg zou zijn – in tegenstelling tot de voorgaande jaren, toen verkoop geen optie was. De feestdagenwedstrijd tegen Arsenal op 30 december 2006 eindigde in een 1–0 overwinning; trainer Warnock moest na een uur spelen Jagielka als doelman opstellen, nadat doelman Paddy Kenny geblesseerd afhaakte. Jagielka hield stand tegenover de aanvallers van Arsenal en wist, onder meer na een redding op een schot van Robin van Persie in de laatste minuten van het duel, geen doelpunt te incasseren. Sheffield degradeerde in mei 2007 na één seizoen weer uit de Premier League; de club eindigde in het eindklassement op de achttiende plaats. Wigan Athletic had evenveel punten, maar een beter doelsaldo (–22 om –23). Jagielka besloot na de degradatie Sheffield United te verlaten. In totaal speelde hij 287 officiële wedstrijden voor Sheffield, waarin hij 22 doelpunten maakte. In drie seizoenen op rij miste hij in totaal 14 minuten speeltijd.

### Everton
Jagielka tekende op 4 juli 2007 een contract voor vijf seizoenen bij Everton FC. Met de transfer was een bedrag van vier miljoen pond gemoeid; niet eerder kreeg Sheffield United zoveel geld voor een van zijn spelers. Jagielka's contract liep nog door bij Sheffield, maar in dat contract stond een clausule die hem toestond de club te verlaten bij degradatie uit de Premier League. Op 31 juli 2007 speelde hij zijn eerste wedstrijd op Goodison Park, een vriendschappelijk duel tegen Werder Bremen, als vervanger in de tweede helft voor centrale verdediger Joseph Yobo. Op 14 augustus speelde Jagielka zijn eerste competitieve wedstrijd voor Everton, een uitduel tegen Tottenham Hotspur (1–3 winst). Bij Everton speelde Jagielka zijn eerste wedstrijden op Europees clubniveau. De club was in het vorige seizoen op de zesde plek in de competitie geëindigd, waardoor Everton zich kwalificeerde voor de eerste ronde van de UEFA Cup 2007/08. Op 20 september 2007 maakte Jagielka zijn Europees debuut in de thuiswedstrijd tegen het Oekraïense Metalist Charkov (1–1). Twee weken later speelde hij ook mee in de terugwedstrijd in Charkov, die met 2–3 werd gewonnen en zodoende voldoende was voor een plaats in de groepsfase. In die groepsfase maakte hij zijn eerste doelpunt voor Everton: op 20 december was hij de maker van het tweede doelpunt in het gewonnen uitduel tegen AZ (2–3). Everton bereikte de knock-outfase, waarin Jagielka geen minuut miste. Uiteindelijk werd de club in de achtste finale uitgeschakeld door ACF Fiorentina, nadat in de strafschoppenreeks Jagielka zelf zijn beslissende strafschop gestopt zag worden door doelman Sébastien Frey. In de competitie was hij vanaf september 2007 tot en met de laatste speeldag een vaste waarde in het elftal van Everton, dat dit seizoen op de vijfde plaats eindigde en zich zodoende wederom kwalificeerde voor Europees voetbal. Jagielka maakte één Premier League-doelpunt: op 9 februari 2008 maakte hij tegen Reading het enige doelpunt van de wedstrijd. In zijn eerste seizoen bij Everton speelde hij 49 officiële wedstrijden, waarvan 34 in de competitie, waarin hij tweemaal trefzeker was.
Net als in Jagielka's eerste jaargang bij de club uit Liverpool werd in het seizoen 2008/09 de vijfde plaats in de Premier League bereikt. In de herfst van 2008 werd Everton in de eerste ronde van de UEFA Cup uitgeschakeld door Standard Luik uit België, ondanks een doelpunt van Jagielka in de terugwedstrijd (2–1 nederlaag). In de competitie speelde Jagielka elke wedstrijdminuut tot in april 2009; op 25 april scheurde hij zijn voorste kruisband in een wedstrijd tegen Manchester City, waardoor hij voor de rest van het seizoen was uitgeschakeld. Zo miste Jagielka ook de finale van de FA Cup 2008/09, die was bereikt nadat hijzelf in de halve finale de winnende strafschop had benut in de strafschoppenserie tegen Manchester United. Everton verloor in de finale van Chelsea. In het seizoen 2008/09 werden Jagielka's prestaties meermaals beloond. In februari 2009 werd hij uitgeroepen tot Premier League-speler van de maand en in mei 2009 werd hij verkozen tot Everton-speler van het seizoen. Zijn gescheurde kruisband kostte Jagielka het grootste deel van het seizoen 2009/10. Op 25 februari 2010, tien maanden na het oplopen van zijn blessure, maakte hij zijn rentree in het elftal van Everton in de tweede ronde van de UEFA Europa League 2010/11 tegen Sporting Lissabon. In de wedstrijd, die met 3–0 werd verloren en daardoor het eindstation was voor Everton in de Europa League, verving hij na 52 minuten speeltijd de geblesseerde Zwitser Philippe Senderos. In de rest van het seizoen kwam hij nog tot twaalf optredens, allemaal in de Premier League.

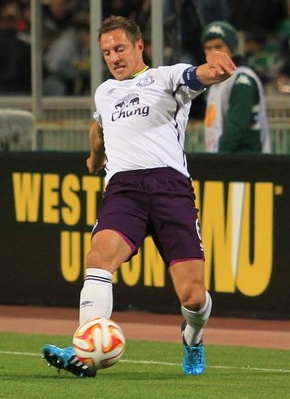
Jagielka met aanvoerdersband in oktober 2014

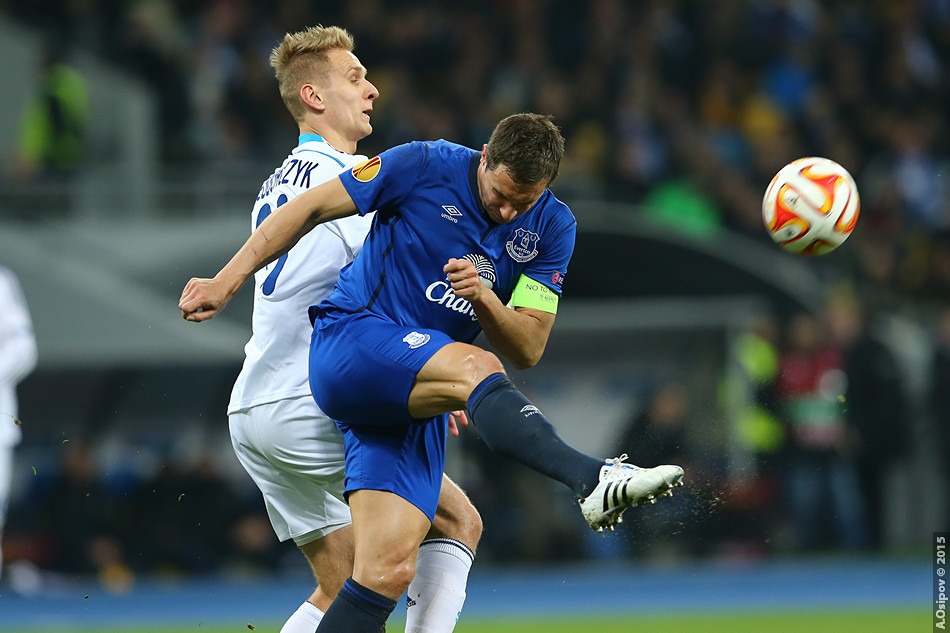
Jagielka in de achtste finale van de UEFA Europa League 2014/15 tegen Dynamo Kiev

Met Everton kende Jagielka, die aan het begin van het volgende seizoen ook weer een vaste waarde in het basiselftal was, een slechte seizoensstart – geen van de eerste zes wedstrijden werd gewonnen, waardoor de club begin oktober 2010 op de twintigste en laatste plaats terechtkwam. Een overwinning in oktober op Birmingham City (0–2) betekende het begin van een ommekeer: tot medio 2011 verloor Everton nu juist geen enkele wedstrijd, waardoor het richting de tiende plaats steeg. Tot en met de 79ste minuut van de uitwedstrijd tegen Manchester City op 20 december 2010 ontbrak Jagielka geen minuut; in dit duel, dat met 1–2 werd gewonnen ondanks een eigen doelpunt van Jagielka zelf, moest hij enkele minuten daarna het veld verlaten. In januari 2011 ontbrak hij vervolgens door een blessure meerdere wedstrijden in de selectie. In februari maakte hij zijn rentree en een maand later verlengde Jagielka zijn contract bij Everton tot juni 2015. Op 5 maart maakte hij in de uitwedstrijd tegen Newcastle United het winnende doelpunt (1–2), op aangeven van Leighton Baines. Het was zijn eerste doelpunt voor Everton in meer dan twee jaar tijd. In de zomer van 2011 probeerde Arsenal-trainer Arsène Wenger Jagielka over te nemen voor een bedrag van circa twaalf miljoen pond, maar Everton eiste minstens het dubbele. Arsenal ging daarin niet mee. Na de overstap van ploeggenoot Mikel Arteta naar Arsenal in september 2011 gaf Everton-trainer David Moyes aan spelers als Jagielka onmogelijk voor altijd bij de club te kunnen houden. In het seizoen 2011/12 speelde Jagielka zijn eerste wedstrijden als aanvoerder van het elftal van Everton. In de meeste wedstrijden bleef hij echter reserve-aanvoerder achter Phil Neville. Jagielka speelde in de jaargang 2012/13 36 competitiewedstrijden, zijn hoogste aantal Premier League-wedstrijden in één seizoen. In bijna de helft van alle wedstrijden droeg Jagielka nu de aanvoerdersband. Na afloop van het seizoen beëindigde Neville zijn spelerscarrière, waarna trainer Moyes Jagielka tot definitieve aanvoerder van de club benoemde.
In januari 2013 tekende Jagielka wederom een nieuw contract bij Everton, nu tot juni 2017. Trainer Moyes vertrok na afloop van het seizoen 2012/13 naar Manchester United en werd opgevolgd door Roberto Martínez. Onder hem beleefde Jagielka zijn eerste volledige seizoen als aanvoerder. In december 2013 raakte hij geblesseerd aan zijn hamstrings, waardoor hij een groot deel van de rest van het seizoen moest missen. Alleen de laatste twee competitieduels speelde hij nog mee. Everton eindigde in het seizoen 2013/14 op de vijfde plaats met een recordaantal punten (72). In het seizoen 2014/15, Jagielka's achtste seizoen bij Everton, was hij gedurende het hele jaar fit en speelde hij 37 van de 38 competitieduels. Geen enkele ploeggenoot speelde meer. Na vier seizoenen zonder Europees voetbal kwam Everton nu in actie in de UEFA Europa League 2014/15; de achtste finale werd bereikt. Jagielka maakte doelpunten in de groepswedstrijd tegen OSC Lille (3–0, 6 november 2014) en de achtste finale tegen Dynamo Kiev (2–5, 19 maart 2015). In mei 2015 eindigde Everton in de binnenlandse competitie op de tiende plaats, waardoor het plaatsing voor de Europa League misliep. Jagielka werd na afloop van het seizoen beloond met drie clubprijzen: hij werd verkozen tot "Player of the Season" (voor de tweede maal), "Players' Player of the Season" en maker van de "Goal of the Season". Een maand na het ontvangen van deze prijzen, op 19 juni 2015, tekende Jagielka wederom een nieuw contract, waardoor hij zich tot juni 2018 aan de club verbond.
Na tien speelrondes in de Premier League 2015/16 raakte Jagielka op 24 oktober 2015 in een wedstrijd tegen Arsenal (2–1 nederlaag) geblesseerd aan zijn mediale knieband na een overtreding van Alex Oxlade-Chamberlain. Na 52 minuten moest hij worden vervangen door de Argentijn Ramiro Funes Mori. Jagielka is door de blessure ten minste twee maanden uitgeschakeld. Trainer Martínez wees Funes Mori aan als Jagielka's vervanger in de centrale defensie.

## Clubstatistieken
| Seizoen         | Club             | Competitie      | Competitie | Competitie | Beker | Beker | Internationaal | Internationaal | Totaal | Totaal |
| Seizoen         | Club             | Competitie      | Wed.       | Dlp.       | Wed.  | Dlp.  | Wed.           | Dlp.           | Wed.   | Dlp.   |
| --------------- | ---------------- | --------------- | ---------- | ---------- | ----- | ----- | -------------- | -------------- | ------ | ------ |
| 1999/00         | Sheffield United | Championship    | 1          | 0          | 0     | 0     | —              | —              | 1      | 0      |
| 2000/01         | Sheffield United | Championship    | 5          | 0          | 0     | 0     | —              | —              | 5      | 0      |
| 2001/02         | Sheffield United | Championship    | 23         | 3          | 0     | 0     | —              | —              | 23     | 3      |
| 2002/03         | Sheffield United | Championship    | 42         | 0          | 11    | 2     | —              | —              | 53     | 2      |
| 2003/04         | Sheffield United | Championship    | 43         | 3          | 4     | 0     | —              | —              | 47     | 3      |
| 2004/05         | Sheffield United | Championship    | 46         | 0          | 8     | 2     | —              | —              | 54     | 2      |
| 2005/06         | Sheffield United | Championship    | 46         | 8          | 1     | 0     | —              | —              | 47     | 8      |
| 2006/07         | Sheffield United | Premier League  | 38         | 4          | 0     | 0     | —              | —              | 38     | 4      |
| Club totaal     | Club totaal      | Club totaal     | 244        | 18         | 24    | 4     | 0              | 0              | 268    | 22     |
| 2007/08         | Everton          | Premier League  | 34         | 1          | 6     | 0     | 9              | 1              | 49     | 2      |
| 2008/09         | Everton          | Premier League  | 34         | 0          | 7     | 0     | 2              | 1              | 43     | 1      |
| 2009/10         | Everton          | Premier League  | 12         | 0          | 0     | 0     | 1              | 0              | 13     | 0      |
| 2010/11         | Everton          | Premier League  | 33         | 1          | 3     | 0     | —              | —              | 36     | 1      |
| 2011/12         | Everton          | Premier League  | 30         | 2          | 3     | 0     | —              | —              | 33     | 2      |
| 2012/13         | Everton          | Premier League  | 36         | 2          | 5     | 1     | —              | —              | 41     | 3      |
| 2013/14         | Everton          | Premier League  | 26         | 0          | 4     | 0     | —              | —              | 30     | 0      |
| 2014/15         | Everton          | Premier League  | 37         | 4          | 2     | 0     | 9              | 2              | 48     | 6      |
| 2015/16         | Everton          | Premier League  | 21         | 0          | 8     | 0     | —              | —              | 29     | 0      |
| 2016/17         | Everton          | Premier League  | 27         | 3          | 0     | 0     | —              | —              | 27     | 3      |
| 2017/18         | Everton          | Premier League  | 25         | 0          | 2     | 0     | 2              | 0              | 29     | 0      |
| 2018/19         | Everton          | Premier League  | 7          | 1          | 0     | 0     | —              | —              | 7      | 1      |
| Club totaal     | Club totaal      | Club totaal     | 322        | 14         | 40    | 1     | 23             | 4              | 385    | 19     |
| 2019/20         | Sheffield United | Premier League  | 6          | 0          | 4     | 0     | —              | —              | 10     | 0      |
| 2020/21         | Sheffield United | Premier League  | 10         | 0          | 2     | 0     | —              | —              | 12     | 0      |
| Club totaal     | Club totaal      | Club totaal     | 260        | 18         | 30    | 4     | 0              | 0              | 290    | 22     |
| 2021/22         | Derby County     | Championship    | 10         | 0          | 0     | 0     | —              | —              | 10     | 0      |
| Club totaal     | Club totaal      | Club totaal     | 10         | 0          | 0     | 0     | 0              | 0              | 10     | 0      |
| Carrière totaal | Carrière totaal  | Carrière totaal | 592        | 32         | 70    | 5     | 23             | 4              | 685    | 41     |

Bijgewerkt op 26 oktober 2021.

## Interlandcarrière
Jagielka werd na afloop van zijn eerste seizoen bij Everton voor het eerst opgeroepen voor het Engels voetbalelftal door bondscoach Fabio Capello. Capello riep naast Jagielka nog enkele debutanten op voor twee vriendschappelijke interlands tegen de Verenigde Staten en Trinidad en Tobago: onder anderen doelman Joe Hart, verdediger Stephen Warnock en middenvelder Tom Huddlestone. Jagielka debuteerde in de interland tegen Trinidad en Tobago op 1 juni 2008 als vervanger na rust van Rio Ferdinand. Engeland won met 0–3. Zijn tweede interland volgde op 11 februari 2009, toen een oefenwedstrijd in en tegen Spanje. Engeland verloor met 2–0, met Jagielka als centrale verdediger in de eerste helft; na rust verving West Ham United-verdediger Matthew Upson hem. Bondscoach Capello nam Jagielka niet mee naar het wereldkampioenschap voetbal 2010 in Zuid-Afrika, maar selecteerde hem wel voor de eerstvolgende wedstrijd tegen het Hongaars voetbalelftal, een vriendschappelijk duel ter voorbereiding op het seizoen 2010/11. Na een uur spelen maakte Jagielka een eigen doelpunt; landgenoot Steven Gerrard maakte binnen de daaropvolgende tien minuten twee doelpunten, waardoor Engeland alsnog won met 2–1.
Vanaf de wedstrijd tegen Hongarije begon Jagielka een vaste waarde in de nationale selectie te worden en speelde hij na vier interlands in 2010 drie interlands in 2011. Bondscoach Roy Hodgson, die in het voorjaar van 2012 werd aangesteld als opvolger van Capello, nam Jagielka in mei 2012 op in de vijf voetballers tellende reservelijst voor de Engelse selectie voor het Europees kampioenschap voetbal 2012 in Polen en Oekraïne. Een oefenwedstrijd op 26 mei tegen Noorwegen (0–1 winst na een doelpunt van Ashley Young) speelde hij volledig mee; Gareth Barry niet, aangezien hij na zeventig minuten geblesseerd uitviel. Hodgson nam ter vervanging van Barry nu Jagielka op in de definitieve toernooiselectie. Op het toernooi, waar Italië in de kwartfinale na strafschoppen won, speelde Jagielka geen wedstrijd. De landen ontmoetten elkaar twee maanden na het EK opnieuw, nu op vriendschappelijke basis: in dit door Engeland gewonnen duel maakte Jagielka zijn eerste interlanddoelpunt. Italië kwam op voorsprong door Daniele De Rossi, maar Jagielka maakte na een halfuur gelijk. Tien minuten voor tijd besliste Jermain Defoe de wedstrijd in Engels voordeel. Vanaf 2012 was Jagielka een van de vaste waarden in het nationaal elftal. Hij speelde zeven wedstrijden in het kwalificatietoernooi voor het WK 2014, waaronder de laatste wedstrijd in oktober 2013 tegen Polen (2–0 winst).
Hodgson nam Jagielka op 12 mei 2014 op in de definitieve selectie voor Engeland op het wereldkampioenschap voetbal 2014 in Brazilië. Zijn ploeggenoten bij Everton Leighton Baines en Ross Barkley behoorden ook tot de selectie. Ook Everton-doelman Tim Howard (Verenigde Staten) en de Belgen Romelu Lukaku en Kevin Mirallas waren aanwezig op het toernooi. Op 30 mei 2014 maakte Jagielka in een oefenwedstrijd in het Wembley Stadium zijn tweede interlanddoelpunt tegen Peru (3–0, tevens de eindstand). Op het toernooi speelde hij mee in de eerste twee wedstrijden tegen Italië (1–2 verlies) en Uruguay (1–2 verlies). In de afsluitende wedstrijd tegen groepswinnaar Costa Rica, die eindigde in een doelpuntloos gelijkspel, kwam hij niet meer in actie. Met Engeland kwalificeerde Jagielka zich in 2015 ongeslagen voor het Europees kampioenschap voetbal 2016. In de thuiswedstrijd tegen San Marino (5–0) maakte hij zijn derde interlanddoelpunt. Bondscoach Hodgson maakte Jagielka in oktober 2015 voor de laatste kwalificatiewedstrijd tegen Litouwen tot aanvoerder. Daarmee was hij de eerste Everton-speler die werd gekozen tot aanvoerder van Engeland. Litouwen werd op 12 oktober met 0–3 verslagen, waardoor Engeland al haar kwalificatiewedstrijden won.
| Interlands van Phil Jagielka voor Engeland | Interlands van Phil Jagielka voor Engeland | Interlands van Phil Jagielka voor Engeland | Interlands van Phil Jagielka voor Engeland | Interlands van Phil Jagielka voor Engeland | Interlands van Phil Jagielka voor Engeland | Interlands van Phil Jagielka voor Engeland |
| №                                          | Datum                                      | Wedstrijd                                  | Uitslag                                    | Soort wedstrijd                            | Doelpunten                                 |                                            |
| Als speler bij Everton FC                  | Als speler bij Everton FC                  | Als speler bij Everton FC                  | Als speler bij Everton FC                  | Als speler bij Everton FC                  | Als speler bij Everton FC                  | Als speler bij Everton FC                  |
| ------------------------------------------ | ------------------------------------------ | ------------------------------------------ | ------------------------------------------ | ------------------------------------------ | ------------------------------------------ | ------------------------------------------ |
| 1.                                         | 1 juni 2008                                | Trinidad en Tobago – Engeland              | 0 – 3                                      | Vriendschappelijk                          |                                            |                                            |
| 2.                                         | 11 februari 2009                           | Spanje – Engeland                          | 2 – 0                                      | Vriendschappelijk                          |                                            |                                            |
| 3.                                         | 1 april 2009                               | Engeland – Oekraïne                        | 2 – 1                                      | Kwalificatie WK 2010                       |                                            |                                            |
| 4.                                         | 11 augustus 2010                           | Engeland – Hongarije                       | 2 – 1                                      | Vriendschappelijk                          |                                            |                                            |
| 5.                                         | 3 september 2010                           | Engeland – Bulgarije                       | 4 – 0                                      | Kwalificatie EK 2012                       |                                            |                                            |
| 6.                                         | 7 september 2010                           | Zwitserland – Engeland                     | 1 – 3                                      | Kwalificatie EK 2012                       |                                            |                                            |
| 7.                                         | 17 november 2010                           | Engeland – Frankrijk                       | 1 – 2                                      | Vriendschappelijk                          |                                            |                                            |
| 8.                                         | 26 maart 2011                              | Wales – Engeland                           | 0 – 2                                      | Kwalificatie EK 2012                       |                                            |                                            |
| 9.                                         | 29 maart 2011                              | Engeland – Ghana                           | 1 – 1                                      | Vriendschappelijk                          |                                            |                                            |
| 10.                                        | 12 november 2011                           | Engeland – Spanje                          | 1 – 0                                      | Vriendschappelijk                          |                                            |                                            |
| 11.                                        | 26 mei 2012                                | Noorwegen – Engeland                       | 0 – 1                                      | Vriendschappelijk                          |                                            |                                            |
| 12.                                        | 2 juni 2012                                | Engeland – België                          | 1 – 0                                      | Vriendschappelijk                          |                                            |                                            |
| 13.                                        | 15 augustus 2012                           | Engeland – Italië                          | 2 – 1                                      | Vriendschappelijk                          | 28'                                        |                                            |
| 14.                                        | 11 september 2012                          | Engeland – Oekraïne                        | 1 – 1                                      | Kwalificatie WK 2014                       |                                            |                                            |
| 15.                                        | 12 oktober 2012                            | Engeland – San Marino                      | 5 – 0                                      | Kwalificatie WK 2014                       |                                            |                                            |
| 16.                                        | 17 oktober 2012                            | Polen – Engeland                           | 1 – 1                                      | Kwalificatie WK 2014                       |                                            |                                            |
| 17.                                        | 29 mei 2013                                | Engeland – Ierland                         | 1 – 1                                      | Vriendschappelijk                          |                                            |                                            |
| 18.                                        | 2 juni 2013                                | Brazilië – Engeland                        | 2 – 2                                      | Vriendschappelijk                          |                                            |                                            |
| 19.                                        | 14 augustus 2013                           | Engeland – Schotland                       | 3 – 2                                      | Vriendschappelijk                          |                                            |                                            |
| 20.                                        | 6 september 2013                           | Engeland – Moldavië                        | 4 – 0                                      | Kwalificatie WK 2014                       |                                            |                                            |
| 21.                                        | 10 september 2013                          | Oekraïne – Engeland                        | 0 – 0                                      | Kwalificatie WK 2014                       |                                            |                                            |
| 22.                                        | 11 oktober 2013                            | Engeland – Montenegro                      | 4 – 1                                      | Kwalificatie WK 2014                       |                                            |                                            |
| 23.                                        | 15 oktober 2013                            | Engeland – Polen                           | 2 – 0                                      | Kwalificatie WK 2014                       |                                            |                                            |
| 24.                                        | 19 november 2013                           | Engeland – Duitsland                       | 0 – 1                                      | Vriendschappelijk                          |                                            |                                            |
| 25.                                        | 30 mei 2014                                | Engeland – Peru                            | 3 – 0                                      | Vriendschappelijk                          | 70'                                        |                                            |
| 26.                                        | 7 juni 2014                                | Engeland – Honduras                        | 0 – 0                                      | Vriendschappelijk                          |                                            |                                            |
| 27.                                        | 14 juni 2014                               | Engeland – Italië                          | 1 – 2                                      | WK 2014                                    |                                            |                                            |
| 28.                                        | 19 juni 2014                               | Uruguay – Engeland                         | 2 – 1                                      | WK 2014                                    |                                            |                                            |
| 29.                                        | 3 september 2014                           | Engeland – Noorwegen                       | 1 – 0                                      | Vriendschappelijk                          |                                            |                                            |
| 30.                                        | 8 september 2014                           | Zwitserland – Engeland                     | 0 – 2                                      | Kwalificatie EK 2016                       |                                            |                                            |
| 31.                                        | 9 oktober 2014                             | Engeland – San Marino                      | 5 – 0                                      | Kwalificatie EK 2016                       | 25'                                        |                                            |
| 32.                                        | 12 oktober 2014                            | Estland – Engeland                         | 0 – 1                                      | Kwalificatie EK 2016                       |                                            |                                            |
| 33.                                        | 15 november 2014                           | Engeland – Slovenië                        | 3 – 1                                      | Kwalificatie EK 2016                       |                                            |                                            |
| 34.                                        | 18 november 2014                           | Schotland – Engeland                       | 1 – 3                                      | Vriendschappelijk                          |                                            |                                            |
| 35.                                        | 31 maart 2015                              | Engeland – Italië                          | 1 – 1                                      | Vriendschappelijk                          |                                            |                                            |
| 36.                                        | 7 juni 2015                                | Ierland – Engeland                         | 0 – 0                                      | Vriendschappelijk                          |                                            |                                            |
| 37.                                        | 5 september 2015                           | San Marino – Engeland                      | 0 – 6                                      | Kwalificatie EK 2016                       |                                            |                                            |
| 38.                                        | 12 oktober 2015                            | Litouwen – Engeland                        | 0 – 3                                      | Kwalificatie EK 2016                       |                                            |                                            |

1 Davies ·
2 Baldock ·
3 Lowe ·
4 Fleck ·
5 Trusty ·
6 Basham ·
7 Brewster ·
8 Hamer ·
9 McBurnie ·
10 Archer ·
11 Traoré ·
12 Egan  ·
14 Thomas ·
15 Ahmedhodžić ·
16 Norwood ·
17 Coulibaly ·
18 Foderingham ·
19 Robinson ·
20 Bogle ·
21 Souza ·
22 Davies ·
23 Osborn ·
25 Ben Slimane ·
27 Larouci ·
28 McAtee ·
31 Dewhurst ·
32 Osula ·
33 Norrington-Davies ·
35 Brooks ·
36 Jebbison ·
37 Amissah ·
38 Seriki ·
39 Sachdev ·
40 Buyabu ·
Coach: Heckingbottom
1 Hart ·
2 Johnson ·
3 Cole ·
4 Gerrard  ·
5 Kelly ·
6 Terry ·
7 Walcott ·
8 Henderson ·
9 Carroll ·
10 Rooney ·
11 Young ·
12 Baines ·
13 Green ·
14 Jones ·
15 Lescott ·
16 Milner ·
17 Parker ·
18 Jagielka ·
19 Downing ·
20 Oxlade-Chamberlain ·
21 Defoe ·
22 Welbeck ·
23 Butland ·
Coach: Hodgson
1 Hart ·
2 Johnson ·
3 Baines ·
4 Gerrard  ·
5 Cahill ·
6 Jagielka ·
7 Wilshere ·
8 Lampard ·
9 Sturridge ·
10 Rooney ·
11 Welbeck ·
12 Smalling ·
13 Foster ·
14 Henderson ·
15 Oxlade-Chamberlain ·
16 Jones ·
17 Milner ·
18 Lambert ·
19 Sterling ·
20 Lallana ·
21 Barkley ·
22 Forster ·
23 Shaw ·
Coach: Hodgson